# Kyūshū J7W
El Kyushu J7W1 Shinden (震電 relámpago sacudidor?)  era un avión prototipo de combate japonés impulsado a hélice de la Segunda Guerra Mundial con diseño avanzado. El sufijo Den (idioma japonés: Rayo) era la denominación de la Armada Imperial Japonesa para los interceptores. J era la designación de la Armada Imperial para los cazas con base en tierra. W era la descripción del manufacturador, en esta ocasión Watanabe después Kyushu, O sea, era un avión caza interceptor con base en tierra hecho por Watanabe. Kyūshū J7W1 “Shinden” (震電-Magnificent Lightning), 
Su diseñador fue Masayoshi Tsuruno.

## Descripción

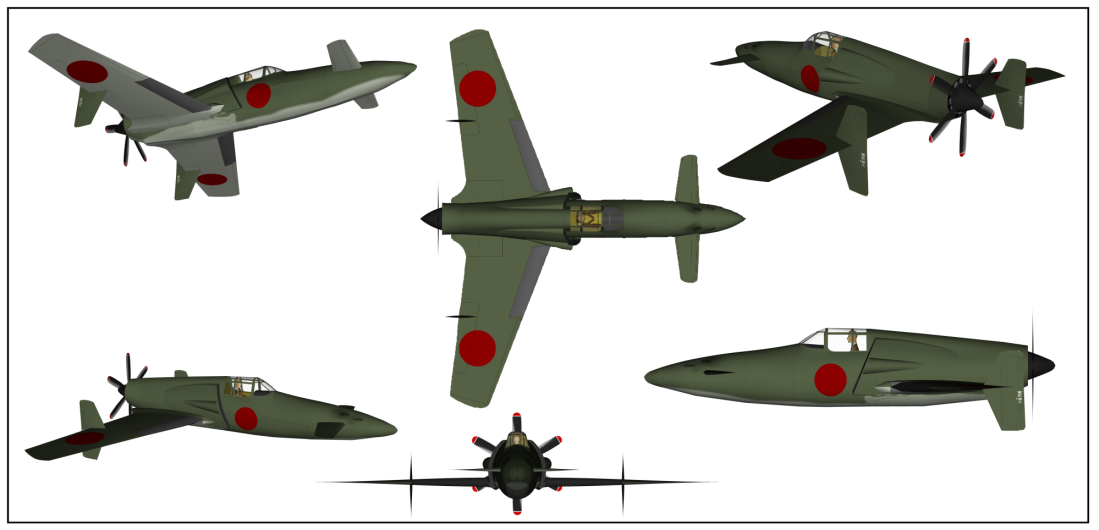
Un J7W Shinden desde varios ángulos.

El Shinden era un caza monoplaza diseñado para interceptar bombarderos a gran altura. En el habitáculo existía un bastidor con tubos de oxígeno para dichos vuelos. El armamento consistía en 4 cañones tipo 5 de 30 mm, colocados en la nariz del aparato, y también podía transportar dos bombas de hasta 120 kg.
Tenía un diseño considerado futurista. Las alas se unían a la sección de cola y los estabilizadores estaban en la parte delantera en configuración canard. La hélice de 6 palas fue también a la parte trasera, en configuración de empuje. Se esperaba que fuera un interceptor muy maniobrable, pero solo dos fueron terminados antes del final de la guerra. Se elaboraron planes para una versión con motor a reacción (J7W2 Shinden Kai) motorizado con un turbojet Ne-130, pero este nunca salió de la mesa de dibujo.

## Diseño y desarrollo
Dos prototipos fueron terminados en la primavera de 1945 en la planta Zasshonokuma de Kyushu Hikoki K.K.. Aquí y en la planta Handa de Nakajima Hikoki K.K. iba a ser la producción en serie pero no llegó a concretarse.
El J7W fue desarrollado para la Armada Imperial Japonesa como una respuesta concreta a la amenaza de los bombardeos de los B-29 Superfortress al territorio patrio japonés. Volarían desde bases en tierra. Antes de la construcción de una serie de Canard fue probado como planeador, siendo designado MXY6. 
El primer prototipo, el único que ha volado, se encuentra actualmente en el almacén del Smithsonian National Air and Space Museum.
Voló por primera vez en agosto de 1945 con su diseñador a los controles.

## Especificaciones (J7W1)

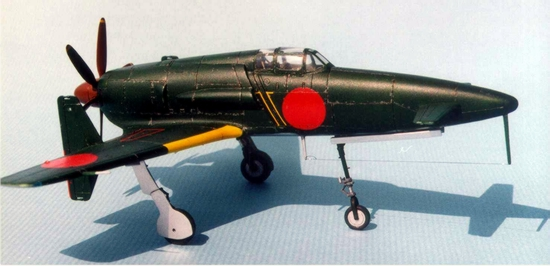
Modelo a escala 1/72 de un Kyushu J7W1 Shinden.

### Características generales
- Tripulación: 1 piloto.
- Carga: 4928 kg (10 841 libras)
- Longitud: 9,66 m (31 pies por 8 in)
- Envergadura: 11,11 m (36 pies 5 en)
- Altura: 3,92 m (12 pies 10 en)
- Superficie alar: 20,5 m² (220 m²)
- Peso vacío: 3645 kg (8019 lb)
- Peso máximo al despegue: 5288 kg (11 663 libras)
- Planta motriz: 1× motor radial Mitsubishi MK9D (Ha-43) de 2130 Hp y 18 cilindros con sobrealimentador.
  - Potencia: 1589 kW (2191 HP; 2161 CV)

### Rendimiento
- Velocidad máxima operativa (Vno): 750 km / h (469 mph)
- Alcance: 850 km (459 nmi; 528 mi)
- Radio de acción: km
- Alcance en combate: km
- Alcance en ferry: km
- Techo de vuelo: 12 000 m (39 370 ft)
- Régimen de ascenso: 750 m / min (2.460 / min)
- Carga alar: 240 kg / m² (49lb/ft ²)
- Potencia/peso: 0,32 kW / kg (0,20 CV / libra)

### Armamento
- Cañones: 4× Cañón Tipo 5 de 30 mm.
- Bombas: Hasta 120 kg (264 lb).

## Modelos
Existen varias versiones de modelos a escala, de las que destaca el de Hasegawa a escala 1/48.

## Shinden en la cultura popular
- Shinden aparece en el manga popular Oh My Goddess!, en el videojuego Heroes of the Pacific, Aces of War, Sky Odyssey, Battlestations pacific, y en la serie Strikers 1945. Un J7W también aparece en Alas de Libertad. Ambos (J7W1 y J7W2) estaban presentes en Tormenta del Pacífico.
- Una niña J7W1 se incluyó en la primera entrega de Mecha Musume por Konami.
- Vehículos muy similares al Shinden también aparecen en la legendaria película de anime Las alas de Honneamise.
- Los Ases de combate enemigos en la película de anime Toaru Hikuushi e no Tsuioku (La princesa y el piloto) pilotan aviones similares que llevan también el nombre de Shinden con una cierta diferencia en la forma de las alas y de la hélice, la cual en la animación son de hecho hélices contrarrotativas.
- En el anime Kouya no Kotobuki Hikoutai, es el avión personal de Isao durante el episodio 11.
- Aparece en el videojuego War Thunder, como avión investigable en el país de Japón.
- Un Shinden también aparece en la película Godzilla Minus One en la que este le da pelea al monstruo.

### Aeronaves similares
- Ambrosini SS.4
- Saab 21

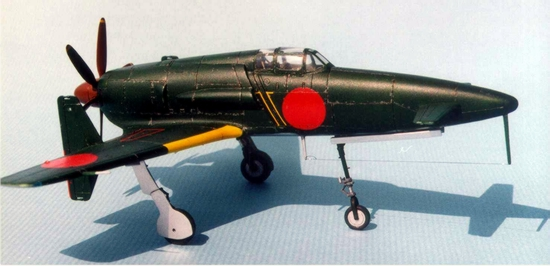
Modelo de J7W Shinden.

- Curtiss-Wright XP-55 Ascender
- Northrop XP-56 Black Bullet
- Henschel P.75
- Dornier Do 335
- Miles Libellula

### Secuencias de designación
- J4M - J5N - J6K - J7W - J8M